# 佘山镇
佘山镇（漢語拼音：shé shān zhèn），是中华人民共和国上海市松江區下辖的一个乡级行政区，因境内有佘山而得名。佘山於1955年5月前屬青浦縣，後劃入松江縣建佘山區，1957年撤區建鄉，1958年建人民公社，1984年改設為鄉，1986年6月改為鎮，至2001年1月天馬山鎮併入佘山鎮。面积55.70平方公里。户籍人口3.30万人（2008年）。

## 行政区划
佘山镇下辖以下居委会及村委会：
陈坊社区、天马社区、江秋社区、月湖社区、江秋村、辰山村、张朴村、高家村、北干山村、陈坊村、陆其浜村、卫家埭村、新镇村、横山村、刘家山村和新宅村。

## 旅遊景觀
上海佘山國家旅遊度假區是于1995年8月由国务院批准建立的国家旅游度假区，其中国家林业部批准建立的佘山国家森林公园占全区总面积的8.7%，是区内重要的旅游项目之一。度假区内包含有佘山国家森林公园（包括天文台、进教堂、上海地震科普馆）、上海辰山植物园、欢乐谷、瑪雅水上樂園、佘山高尔夫、月湖公园等旅游景点。

## 高等院校
上海政法學院位於青浦区赵巷镇，但有一部分区域处于本镇。